# Lobectomia de pulmó
La lobectomia de pulmó o lobectomia pulmonar . (del grec lob (o)- "lòbul" + -ektomíā "extirpació quirúrgica"), en medicina, fa referència a l'extirpació quirúrgica d'un dels lòbuls pulmonars. La primera neumonectomia es va dur a terme l'any 1931 en mans de Rudolph Nissen. La lobectomia pulmonar és la neumonectomia parcial, és a dir, extirpació parcial del pulmó.
El sistema respiratori està format, entre moltes altres parts, pels pulmons. Els pulmons són estructures anatòmiques formades per lòbuls. El pulmó esquerre té dos lòbuls i el dret tres.

## Indicacions
La lobectomia pulmonar està indicada en diferents casos i diagnòstics. Alguns dels diagnòstics que poden tenir com a tractament la lobectomia pulmonar són: càncer de pulmó, tumors pulmonars benignes, bronquièctasi, tuberculosi, malformacions, equinococcosi, emfisema pulmonar, infeccions fúngiques, abscés pulmonar, atelèctasi, pneumotòrax, entre d'altres.

## Procediment quirúrgic

### Preoperatori
Com en tota intervenció quirúrgica, caldrà fer un bon preoperatori amb exploració clínica de la persona, Anàlisi de, radiografia de tòrax i electrocardiograma. A més a més, la persona també haurà de firmar diferents documents de consentiment com:
- Consentiment informat de la intervenció.
- Consentiment d'Hemoderivats.
- Consentiment informat de l'anestesia.
- Qüestionari preanestèsic.

Hi ha tota una sèrie de fàrmacs, relacionats amb la coagulació de la sang, que s'han de suspendre, en cas que la persona els prengui. Aquests poden alterar la coagulació de la sang i desencadenar problemes durant la cirurgia.
Alguns d'aquests fàrmacs són: àcid acetilsalicílic, ibuprofèn, vitamina E, clopidogrel, warfarina, entre d'altres.

### Procés quirúrgic
La lobectomia pulmonar es duu a terme amb una tècnica esmentada toracotomia. Aquesta consisteix en l'obertura del tòrax per sota de les costelles. Aquest és el procediment que sempre s'ha utilitzat. Tot i així, avui en dia es posa en pràctica una nova tècnica, menys invasiva, anomenada cirurgia toràcica assistida (VATS). Aquesta tècnica és equivalent a la laparoscòpia. La intervenció quirúrgica es duu a terme mitjançant petites incisions al tòrax amb imatge real en un monitor per seguir tot el procediment.

### Postoperatori
Segons el tipus d'intervenció l'estada a l'hospital serà més o menys dies.Si es realitza una toracotomia l'estada a l'hospital serà d'entre 5 i 7 dies, a diferència de la vídeo assistida que l'estada serà d'1 a 3 dies.
Hi haurà un tractament analgèsic per controlar el dolor i antibiòtic per prevenir infeccions postoperatòries. A més a més, s'administrarà heparina per evitar la formació de coàguls sanguinis.
La persona portarà 2 drenatges per extreure les restes de sang de la intervenció quirúrgica. Com més aviat millor la persona haurà de sedestar i deambular.

## Riscos
Com tota intervenció quirúrgica hi ha tota una sèrie de riscos que la mateixa intervenció pot desencadenar. En la lobectomia pulmonar els possibles riscos són: lesió pulmonar, insuficiència pulmonar, pneumònia, coàguls sanguinis, entre d'altres. Els riscos associats a totes les cirurgies són: dolor, infecció i hemorràgia.